# Juliana Rotich

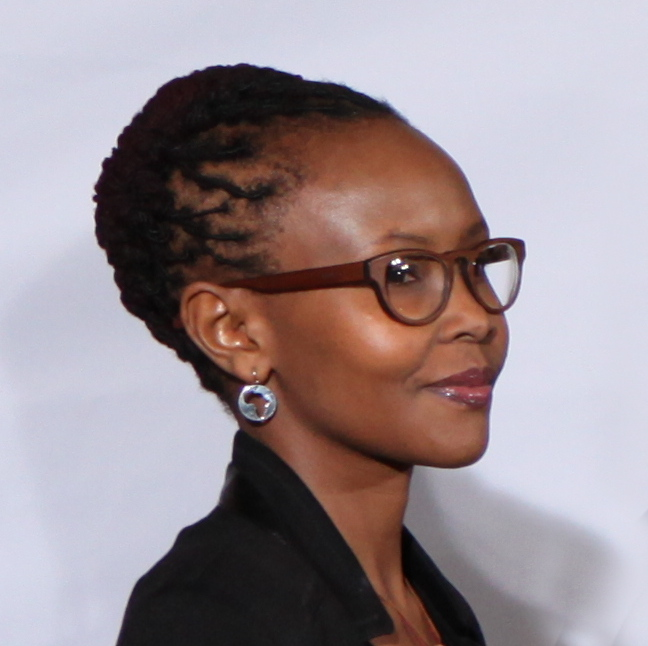
Juliana Rotich (2017)

Juliana Chebet Rotich (* 1977 in Kenia) ist eine kenianische IT-Expertin und Managerin.

## Karriere
Juliana Rotich stammt aus Eldoret im Westen Kenias. Sie absolvierte ein Informatikstudium an der University of Missouri in Kansas, welches sie mit einem Bachelor of Science abschloss.
Rotich war Mitgründerin und bis zum September 2015 Geschäftsführerin von Ushahidi, einem auf Crowdsourcing beruhenden Open-Source-Software-Projekt, das durch Geotargeting, Mobiltelefon-Systeme und Internet-Berichte gewonnene Daten nutzt, um politischen, wirtschaftlichen oder ökologischen Krisen zu begegnen. Ushahidi kombiniert Telekommunikation, Datenmanagement, Projektmanagement und die Stärkung von Kompetenzen für die Steuerung von Systemen. „Ushahidi“ ist das Swahili-Wort für „Zeugnis“. Ushahidi kam erstmals bei den politischen Unruhen während der Präsidentschaftswahlen 2007/08 in Kenia zum Einsatz, in der Folge auch in Chile, Japan, Neuseeland, Australien, Pakistan, Tansania und Haiti.
Juliana Rotich gründete zusammen mit anderen auch BRCK Inc., eine Organisation, die Hard-, Software und Kommunikationssysteme entwickelt, und leitete diese Non-Profit-Organisation bis Februar 2017. Als Bloggerin veröffentlichte Rotich Artikel auf Afrigadget.com, war als Herausgeberin für den Bereich Umweltschutz für Global Voices Online verantwortlich und nahm an der TED-Globalkonferenz in Arusha im Jahr 2007 teil. Sie ist Senior TED Fellow. Sie äußerte sich regelmäßig kritisch zur technologischen Entwicklung in Afrika und ökologischen Bedrohungen wie den Verlust von Waldflächen und Wasserressourcen in Kenia.
2014 stellte Rotich ihre Projekte auf der jährlichen Design Indaba Conference in Kapstadt vor. Von 2014 bis 2015 arbeitete sie in der von UN-Generalsekretär Ban Ki-moon eingesetzten unabhängigen Expertenkommission IT-Nutzung für Nachhaltige Entwicklung mit, die von Enrico Giovannini und Robin Li geleitet wurde.
Sie ist Beraterin am MIT Media Lab in Cambridge (Massachusetts), der führenden Universität für den Bereich der Erforschung technologiegestützer Lehre und neuer Kommunikationsformen. Sie ist Young Global Leader beim Weltwirtschaftsforum in Davos mit Beratungsfunktion für IT-gestützte Entwicklung.
Sie war Vorstandsmitglied der spanischen Bankinter Foundation for Entrepreneurship and Innovation sowie Vorstandsmitglied der Standard Media Group und des Kenya Vision 2030 Delivery Boards. Sie war Beraterin von Microsoft4Afrika, der Audioplattform Waabeh Ltd. sowie für die Kommunikationsplattform Novato Africa und trug zum Stattfinden des ersten Startup-Wettbewerbs für Flugverkehr in Ostafrika bei.
2017 war Rotich Teilnehmerin beim W20-Gipfel in Berlin und trat als Vertreterin von BRCK in einer Podiumsdiskussion mit Bundeskanzlerin Angela Merkel, IWF-Direktorin Christine Lagarde, Königin Máxima der Niederlande, der kanadischen Außenministerin Chrystia Freeland, Ivanka Trump und anderen auf.
Von Mai 2018 bis Dezember 2018 war Rotich Regionalleiterin des BASF-Konzerns für Ostafrika. Sie war zuvor Mitglied im Global Sustainability Advisory Council der BASF.
Aktuell ist sie als Leiterin der Abteilung für Fintech-Integrationslösungen bei Safaricom tätig, dem Betreiber von M-Pesa, einer der weltweit führenden mobilen Zahlungsplattformen. In dieser Funktion arbeitet sie daran, die Integration von Fintechs und Super-Apps in Afrika voranzutreiben und die Plattform M-Pesa für Unternehmen und Verbraucher weiter auszubauen.

## Ehrungen
- 2011 erhielt Juliana Rotich auf dem Weltwirtschaftsforum den Schwab-Foundation-Preis als Social Entrepreneur of the Year in Africa.[16][17]
- 2014 wurde sie vom Fortune Magazine unter die 50 bedeutendsten Global Leaders gewählt.[18]
- 2016 wurde sie mit dem Internet and Society Award des Oxford Internet Institutes ausgezeichnet.
- 2019 wurde sie mit dem Deutschen Afrika-Preis ausgezeichnet.[19][20]